# Мангалин-Хан
Мангалин-Хан (серб. Мангалин Хан / Mangalin Han) — село в общине Вишеград Республики Сербской Боснии и Герцеговины. В настоящее время село необитаемо.

## Население[3]
По данным на 1991 год, в селе проживали 20 человек, из них:
- 19 — бошняки,
- 1 — серб.